# Jérôme Nicklès
François Joseph Jérôme Nicklès (Erstein, 30 de octubre de 1820 - Nancy, 3 de abril de 1869) fue un químico francés.

## Biografía
Jérôme Nicklès nació en la localidad de Erstein, en plena Restauración borbónica en Francia, cuando la región de Alsacia pertenecía al país galo. Posteriormente se trasladó al Gran Ducado de Hesse y el Rin, en la actual Alemania, donde fue alumno de Justus von Liebig en la ciudad de Gießen en 1844 y 1845. Nicklès regresó a Francia y permaneció en la capital francesa de 1851 a 1854, donde recibió su doctorado en física y química en 1853. A partir de 1854 empezó a ejercer como profesor de química en la Universidad de Nancy.
Publicó e investigó extensamente en los campos de cristalografía, fisiología y fermentación, farmacia, baterías y electricidad, teoría del olor, polimorfismo, análisis del agua, metalurgia y química del flúor. Sus experimentos con el flúor y sus compuestos (especialmente el ácido fluorhídrico) lo llevaron a una muerte relativamente temprana en 1869.
En 1862 fue el primero en utilizar el electroanálisis cuantitativo. También creó luz artificial quemando magnesio y sodio y estudió la coloración y decoloración de las sustancias bajo esta luz.
Sus experimentos confirmaron que el bismuto pertenecía al grupo del nitrógeno. Estudió la fermentación del ácido tartárico y descubrió que en el proceso se formaba ácido propiónico. Encontró fluoruro en el agua, en las plantas y en muchas partes del cuerpo humano.
Fue miembro de la Academia Stanislas en Nancy e incluso llegó a ejercer como su presidente. De 1846 a 1851 colaboró con Eugène Millon y Jules Reiset en la publicación del Annuaire de chimie.
Se casó en 1856 y tuvo un hijo. En 1862 se convirtió en Caballero de la Legión de Honor. Nicklès mantuvo una extensa correspondencia científica con sus colegas franceses.